# Día del plato único
El día del plato único hace referencia a la imposición por ley en España —mediante circular del gobernador general del Estado a los gobernadores regionales— que se estableció durante la Guerra civil española por el bando sublevado, mediante el cual los restaurantes, los mesones y cualquier hotel establecimiento hostelero durante los días 1 y 15 de cada mes se servía un plato único pero se cobraba entero. El sobrante se dedicaba a beneficencia. La campaña se amplió posteriormente con los «lunes sin postre» (denominado a veces como «día sin postre»). El cumplimiento del día del plato único era de carácter obligado, los que no lo practicaban eran tachados de desafectos al Movimiento y corrían el riesgo de ser incluidos en las "listas negras de los malos patriotas" y someterse al pago de multas. Posteriormente se extendió a un día a la semana, primero los jueves y finalmente los viernes.

## Historia
Tuvo sus orígenes en el Eintopf, originario de la Alemania nazi. Esto supuso algún problema para los sectores católicos del régimen franquista, que no simpatizaban con el origen nazi del planteamiento. No obstante, otros consideraban que en realidad era un plato que tenía un origen católico.
Originado en Sevilla, fue establecido en toda la zona sublevada el 30 de octubre de 1936 —aunque legalmente, a partir del 15 de noviembre—. La existencia del día tuvo mucha propaganda por la radio, anuncios en prensa, carteles en lugares públicos, etc. La recaudación se hacía en los establecimientos hosteleros y en las casas familiares. Los establecimientos debían pagar, por lo menos, el 25% de la recaudación de ese día y debían mantener una lista de los comensales. La puesta en funcionamiento real debió de ser extraña, debido a que ese día se solía comer todo en un mismo plato. Los hosteleros ese día podían ofrecer un plato de verduras, otro de carne o pescado, los comensales tenían que optar por uno de ellos. Se establecieron multas para aquellos establecimientos que no cumplieran con la norma.
El Día del Plato Único se justificaba en la necesidad de las múltiples atenciones benéficas a que un estado «moderno y católico» debía hacer frente para que «no quede ningún ciudadano suyo sin alimento diario y recoja en su seno a los huérfanos para hacer de ellos hombres amantes de Dios y de su patria». Para promover las donaciones se instaba a los gobiernos locales a que desplegaran una amplia campaña de propaganda que podía incluir la organización de banquetes o fiestas del Plato Único. La recaudación, que se haría los días 1 y 15 de cada mes, tenía dos vías principales: los cabezas de familia, a los que se amenazaba con figurar en listas negras de «malos patriotas» si no contribuían e incluso con la imposición de multas; y los hosteleros que debían ceder al menos el 25% de sus ingresos por hospedajes y comidas. Como ha señalado, Santiago Vega Sombría, «no sólo se castigaba la no aportación, también se sancionaba la contribución no acorde con las posibilidades, según el criterio de las autoridades».
Los ingresos estaban destinados a sufragar comedores de beneficencia, jardines de infancia, casas cuna, orfanatos o cualquier otra institución sostenida por el Fondo de Protección Benéfico Social, independiente de Auxilio Social, pero lo cierto es que sus fondos también fueron destinados a Auxilio Social. Una Orden de 16 de julio de 1937 amplia la cuestación del Día del Plato Único, convirtiéndola en semanal, en el Día se incluía el Día sin Postre, que si estaba a cargo directamente de Auxilio Social. Tras el final de la contienda, un decreto del 30 de julio de 1939 extendió el Día del plato único a toda España, afectando desde pequeños restaurantes a hoteles de lujo como el Ritz.
Hasta 1942 se siguieron recaudando fondos a través de la práctica del Día del Plato Único.